# Abingdon-on-Thames
Abingdon (pronunciat /ˈæbɪŋdən/), o Abingdon-on-Thames és un municipi del Regne Unit, que pertany al comtat d'Oxfordshire des del 1974, encara que anteriorment formava part del comtat de Berkshire del qual n'era la capital. Històricament va ser una ciutat mercat situada en la confluència de l'Ock amb el Tàmesi.

## Localització i transports

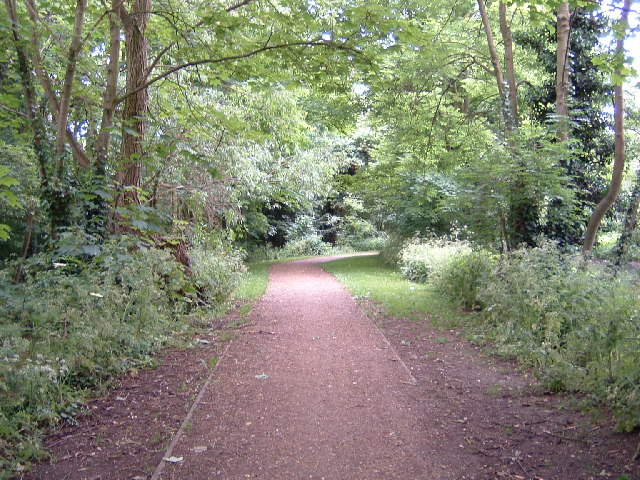
Passeig que va en paral·lel al riu Ock.

Com el seu nom indica, Abingdon està a la vora del Tàmesi, en la part plana de la vall d'aquest riu, a la riba oest, on les aigües del riu Ock, procedents de la vall del White Horse, se li uneixen. La ciutat està a 9 km al sud d'Oxford i a 8 km al nord de Didcot. Per aquesta població passa la carretera A415 que enllaça Whitney amb Dorchester, que connecta amb la carretera principal A34, i amb les autopistes M4 i M40. Les carreteres B4017 i A4183 també tenen sortida a Abingdon, ambdues amb l'antiga A34 que sovint està congestionada.
Hi ha servei d'autobusos amb Oxford, però no hi ha estació de ferrocarril. Les estacions més properes estan a Culham i a Radley, ambdues a 3,2 km de distància. Hi ha un camí per a vianants i ciclistes que va des de l'estació e Radley fins a la zona est d'Abingdon. Antigament va haver una estació a Abingdon només per la línia que enllaçava amb Radley però va tancar el 1963.

## Història
Hi ha informació d'Abingdon des de la prehistòria. Aquí es va trobar una bifaç, un estri de pedra emprat al Neolític. Després d'uns estudis fets el 1940, es va determinar que es tractava de mineral d'epidota extret d'una roca de tuf, procedent de Rossett Pike, una muntanya del Districte dels Llacs, a 400 km al nord.
Abingdon ha estat poblada des de mitjans de l'edat del ferro i s'han trobat les restes d'una antiga estructura defensiva, del tipus oppidum sota el centre de la ciutat. Aquesta estructura de l'edat del ferro encara existia durant l'ocupació romana.
En l'època anglosaxona es va fundar una abadia, potser l'any 676, però la veritable història d'aquest període és difícil de determinar, ja que les llegendes es barregen amb la realitat probablement inventades per donar més estatus al lloc i per explicar l'origen del nom. Sembla que el nom era l'equivalent a dir "El turó d'Æbba", o "El turó d'Æbbe", on "Æbba" seria el nom d'un home i "Æbbe"' el d'una dona, la dificultat està en saber de quina persona es tracta. Alguns han proposat que sigui el sant al qual està dedicada una església d'Oxford, que també es diu "església de St Ebbe". Tanmateix la teoria fa aigües, ja que Abingdon està situada en una vall i no en un turó. Una explicació possible és que el nom fos donat primer a un indret del turó anomenat ara Boars Hill, al sud de Chilswell, i que el nom fos transferit al lloc actual quan els monjos d'allà es van traslladar per fundar l'abadia abans esmentada i per diferenciar els dos llocs a aquest li van dir Abingdon-on-Thames («l'Abingdon de la vora del Tàmesi»).
El 1084, Guillem el Conqueridor va celebrar la Pasqua a l'abadia d'Abingdon i va deixar el seu fill, Enric, a la cura dels monjos perquè l'eduquessin.
Entre els segles xiii i XIV, Abingdon va ser una pròspera ciutat agrícola i ramadera, que feia de centre comercial de la llana i on va sorgir una primitiva indústria tèxtil que li va donar renom. Sembla que l'abat era qui tenia la prebenda sobre el mercat des d'un començament i diversos reis, des d'Eduard I fins a Jordi II, van confirmar el dret a fer-hi fires de mercat. L'any 1337 es van produir aldarulls en protesta pel control que l'abat tenia sobre el mercat i alguns monjos van ser assassinats.

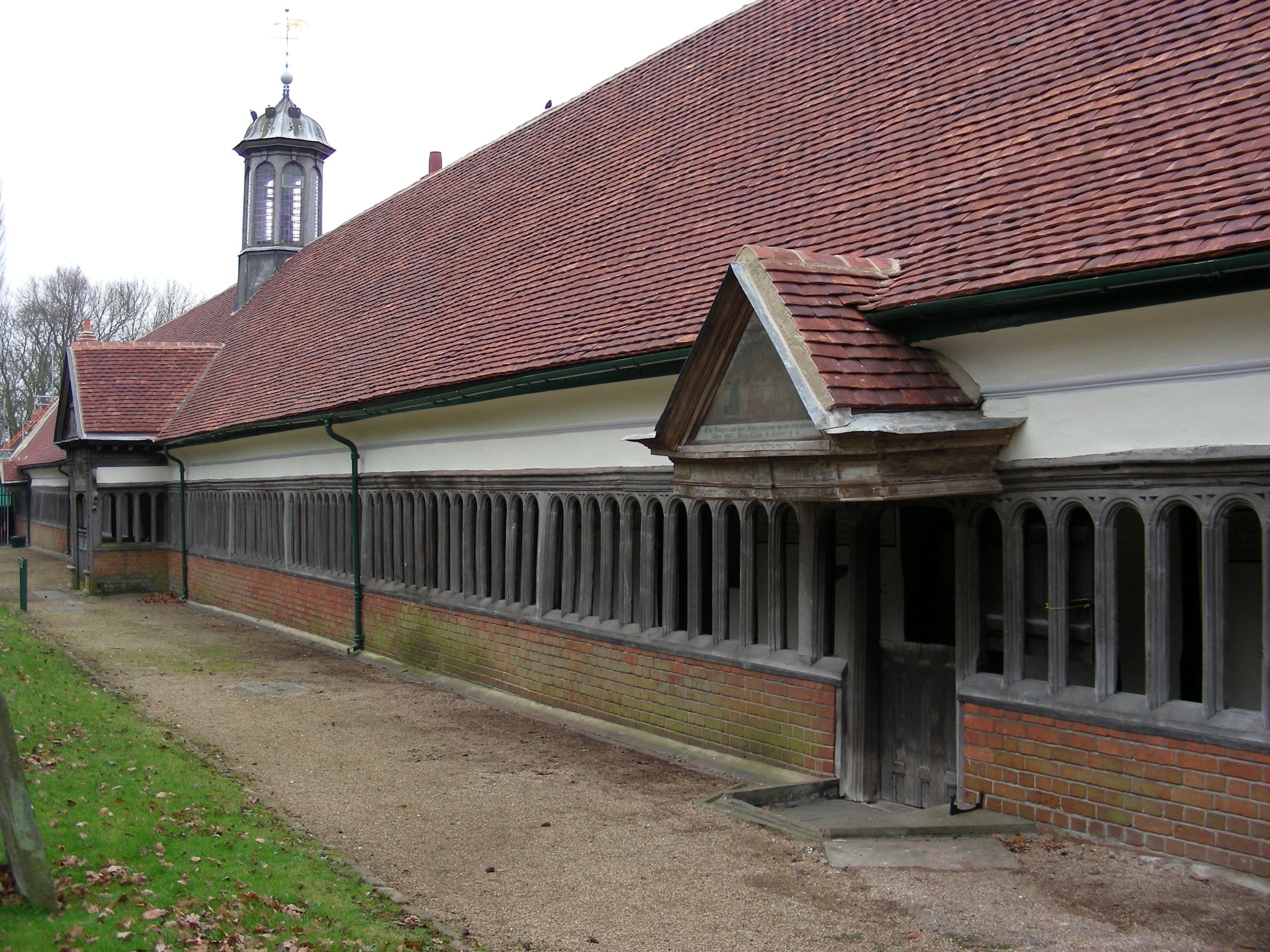
Casa de caritat de l'antiga abadia.

Quan el 1538 es va decretar la dissolució dels monestirs la ciutat va entrar en decadència i el 1556, la reina Maria, en tenir coneixement de la lamentable situació, va ordenar la creació d'un consell amb diversos càrrecs que tiressin la ciutat endavant: un alcalde, dos agutzils, dotze representants dels burgesos benestants i setze representants dels petits comerciants. L'alcalde tindria responsabilitat sobre el mercat, la defensa, i l'establiment de l'orde i la justícia. Part de l'antic monestir es va aprofitar com a sala per les reunions de l'alcalde i els representants (Guildhall) i una altra part va ser una casa de caritat per als pobres anomenada Christ's Hospital que amb el temps també va fer funció d'escola.
El consell tenia potestat per escollir un burgès que els representés al parlament i aquest dret va continuar fins que una llei va reorganitzar el parlament anglès el 1885. El consell va nomenar un funcionari una colla d'ajudants per patrullar els límits. El rei Jaume II va reduir el consistori a un alcalde, dotze consellers i dotze burgesos.
El 1790 es va construir una resclosa per permetre la navegació al riu. El 1810 es va inaugurar el canal Wilts & Berks Canal que enllaçava amb Semington i Abingdon va quedar en la ruta entre les ciutats industrials més importants com ara Bristol, Londres, Birmingham i la contrada del Black Country. El 1856 la companyia de ferrocarril Abingdon Railway va començar a funcionar enllaçant la ciutat amb la línia de l'oest Great Western Railway que tenia una estació a la veïna Radley. El canal Wilts & Berks Canal va ser abandonat el 1906 però actualment hi ha una organització de voluntaris que treballa per reobrir-lo.

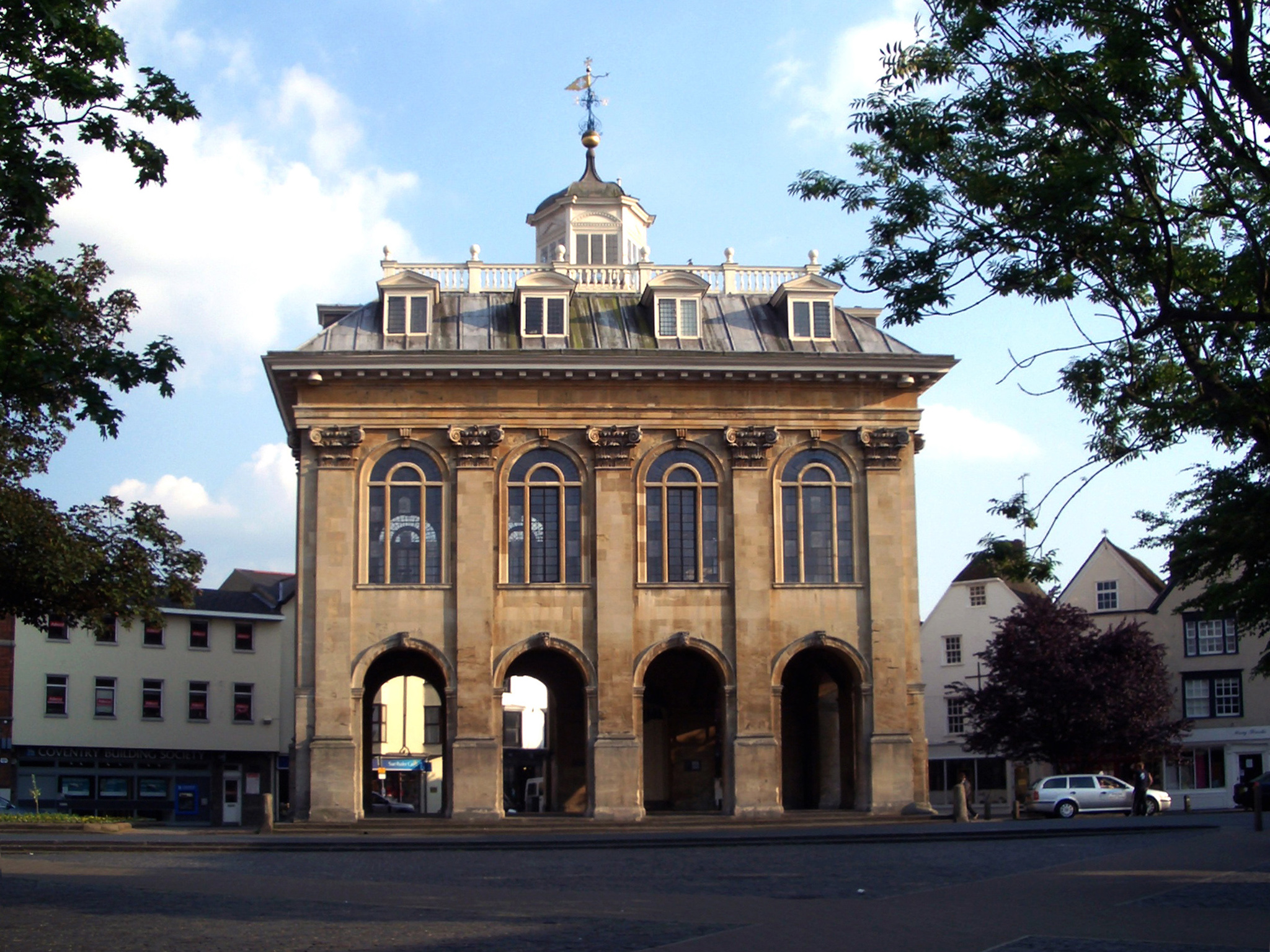
Oficines del comtat, disseny de Kempster

Abingdon va obtenir el grau de capital del comtat de Berkshire poc abans del 1556. Això va comportar que s'hi instal·lessin els tribunals del comtat el 1570. Al segle xvii va ser substituïda com a capital per la ciutat de Reading. Els antics edificis administratius del comtat són actualment un museu, l'arquitecte que els va fer va ser Christopher Kempster, alumne de Christopher Wren. El 1974, amb la llei de reorganització territorial, Abingdon va esdevenir part del comtat no metropolità d'Oxfordshire i la seu d'un districte de nova creació, Vale of White Horse District.
L'ajuntament va proposar el novembre del 2011 tornar a anomenar la ciutat amb la seva forma més antiga "Abingdon-on-Thames", que havia quedat en desús, i els membres del consell que governa el districte Vale of White Horse van donar la seva aprovació el 23 de febrer del 2012.

## Economia
Des de la dècada del 1980, Abingdon ha atret diverses empreses de la informació i la comunicació que s'hi han instal·lat. És també una zona escollida per la investigació científica. L'empresa més coneguda d'Abigdon no és precisament d'aquests sectors, és la MG, de fabricació d'automòbils, que va obrir el 1929. va fabricar 1.155.032 de cotxes però va tancar el 24 d'octubre del 1980.
Altres empreses que han donat molts llocs de treball són la Pavlova i la Gloria que feien treballs amb pells però ambdues han tancat. L'empesa Alfred Booth and Company de Liverpool estava associada amb les anteriors des del 1860, i va donar llocs de treball a Abingdon des del 1917 però va plegar la seva sucursal el 1921.
A Abingdon va haver una fàbrica de cervesa, la Morland Brewery i el 1999 laa va comprar la companyia Greene King Brewery per 182 milions de lliures, la qual va traslladar la producció al comtat de Suffolk. Al seu lloc s'han construït cases i oficines.
Actualment les empreses de tipus científic que treballen a Abingdon són: UKAEA, Harwell Laboratory, STFC Rutherford Appleton Laboratory i el Diamond Light Source synchrotron. Molts habitants d'Abingdon treballen a Oxford, principalment en el sector educatiu. L'exèrcit britànic té una base en un indret anomenat Dalton Barracks.
A la ciutat hi ha un parc empresarial on diverses companyies tenen les seves oficines, entre les quals està: Northern Rock Bank, Vodafone(de telecomunicacions), Sophos (de sofware antivirus), RM (productes informàtics per l'educació), Miele (electrodomèstics).

## Llocs d'interès
- De l'abadia en resta una bella portalada gòtica[17] i altres parts que es fan servir com a teatre, anomenat Unicorn Theatre, on es fa una fira anual.
- L'església de santa Elena, que data del 1100 i és la segona més ampla d'Anglaterra. A la torre hi ha un carilló de deu campanes creat per la foneria Whitechapel Bell Foundry el 2005.
- L'església de sant Nicolau, de l'any 1180.
- El pont sobre el Tàmesi, construït el 1416, que va ser ampliat el 1790,[29]i reparat en diverses ocasions: 1828,[18] 1927 i el 1929.[4][19]
- Les masmorres, que es van construir per als presos de les guerres napoleòniques el 1811 i en la dècada del 1970 es van transformar en un centre de lleure i el 2011 s'hi van afegir espais comercials. Segons la llegenda, el lloc era freqüentat per l'esperit d'un noi de 19 anys que va ser executat a morir penjat en aquesta presó, acusat d'incendiari, la persona més jove que ha mort executada en una presó d'Anglaterra.[20][21]

## Tradicions

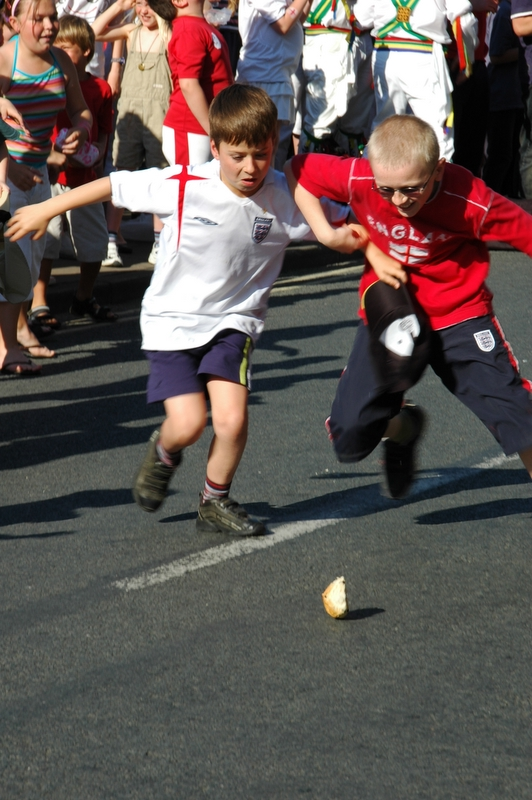
Nens arreplegant panets.

A Abingdon hi ha la tradició de llençar panets dolços a la multitud des del balcó de l'ajuntament en dies assenyalats com ara una coronació, un matrimoni reial, etc. Al museu local se'n guarden, secs i envernissats, un panet de cada vegada que s'ha fet aquesta tradició des del segle xix.
El centre de la ciutat i el carrer Ock Street (de mitja milla de llargada) es tanquen cada octubre durant dos dies per celebrar la fira de sant Miquel. El dilluns següent hi ha una fira menor, la Runaway Fair, dedicada a les persones que troben feina per primera vegada.
A Abingdon es balla des d'antic una dansa tradicional anomenada Morris Dancing, però al segle xix es van crear grups de dansaires. Cada anys els ciutadans escullen el rei del ball que anomenen Mayor of Ock Street i desfila per tot el carrer en memòria de les famoses banyes del dia de sant Ock. Antigament aquest dia es rostia un bou i se'l menjava tota la comunitat però abans dos homes, —un representant del barri de les vinyes de l'abadia i un altre representant del centre de la ciutat— lluitaven per veure qui es quedava amb les banyes de l'animal.